# Groot Goor
Het Groot Goor is een Nederlands bos- en natuurgebied ten oosten van Mierlo-Hout. Het kerngebied van 30 ha is eigendom van de gemeente Helmond.
Het gebied wordt in het westen begrensd door de kom van Mierlo-Hout, in het noorden door een park en de bebouwing van Helmond, in het oosten door bedrijven en de Zuid-Willemsvaart, en in het zuiden door het Eindhovens Kanaal. De Goorloop stroomt door het gebied heen.
In vroeger dagen was een deel van het gebied in gebruik als vuilstort.
Het gebied wordt gevormd door enkele rietlanden, weilanden, een uitgestrekte appelboomgaard en een oud en gevarieerd vochtig bosgebied tussen het Eindhovens Kanaal en de bebouwde kom van de stad Helmond. Naar het noorden ligt een beukenbos. Broedvogels zijn de kleine bonte specht, nachtegaal, wielewaal en steenuil.
Voor de bewoners van Mierlo-Hout en Helmond vormt het gebied een gewaardeerde wandelgelegenheid.
Een potentiële bedreiging wordt gevormd door de bebouwing, die het gebied aan drie zijden omsluit.